# MUSIC DIVER
『MUSIC DIVER』（ミュージックダイバー）は、タイトーが開発・販売するアーケード向け音楽ゲーム。2022年12月1日稼働開始。略称は『ミューダイ』。

## 概要
スクリーンと呼ばれる円状の画面や、エッジと呼ばれる画面周辺のボタンをスティックで叩いて、クリアを目指していく。
タイトーのアーケード向け音楽ゲームとしては、『ミュージックガンガン!』『グルーヴコースター』『テトテ×コネクト』に続く第4弾となり、アンダミロの『CHRONO CIRCLE』や、コナミアミューズメントの『DANCE aROUND』と同様、ラウンドワン独占タイトルとして稼働される。
2022年5月17日に正式発表、同月27日から29日にかけてラウンドワンの一部店舗にてロケテストが開催された。

## 登場キャラクター
レイラ
声 - 加隈亜衣 